# نورث کارلتون، لینکلن‌شر
نورث کارلتون (به انگلیسی: North Carlton) یک روستا و محله مدنی در بریتانیا است که در West Lindsey واقع شده‌است. نورث کارلتون ۱۷۲ نفر جمعیت دارد.